# 이란 호드로
이란 호드로(페르시아어: ایران‌خودرو, 이란 코드루), IKCO로도 불리는 이 회사는 테헤란에 본사를 둔 이란의 자동차 제조사이다. IKCO는 1962년 이란 내셔널(ایران ناسیونال, 이란 나시오날)로 설립되었다. 이 공개 회사는 사만드, 푸조, 르노 자동차 및 트럭, 미니버스, 버스를 포함한 차량을 제조한다. 2009년 기준으로 연간 688,000대의 승용차를 생산했다.

## 역사 및 발전

### 이름
호드로(خودرو)는 페르시아어로 자동"를 의미하므로, 이란 호드로는 이란 자동차를 의미한다.

### 설립
이란 코드루는 1962년 8월 29일에 설립되었다.

### 구조
이란 코드루 산업 그룹(IKCO)은 다양한 종류의 차량 및 부품을 제조하고 판매 및 수출하는 공장을 설립하고 관리하는 것을 목표로 하는 공개 주식회사이다.

### 규모 및 생산
이 회사는 중동, 중앙아시아 및 북아프리카에서 가장 큰 차량 제조사가 되었다. 이란에서는 국내 차량 생산의 평균 65%를 차지하는 가장 큰 차량 제조 회사이다.
이란 코드루는 2023년에 556,442대의 승용차와 상용차를 생산했으며, 2024년에는 60만 대를 생산할 계획이다.

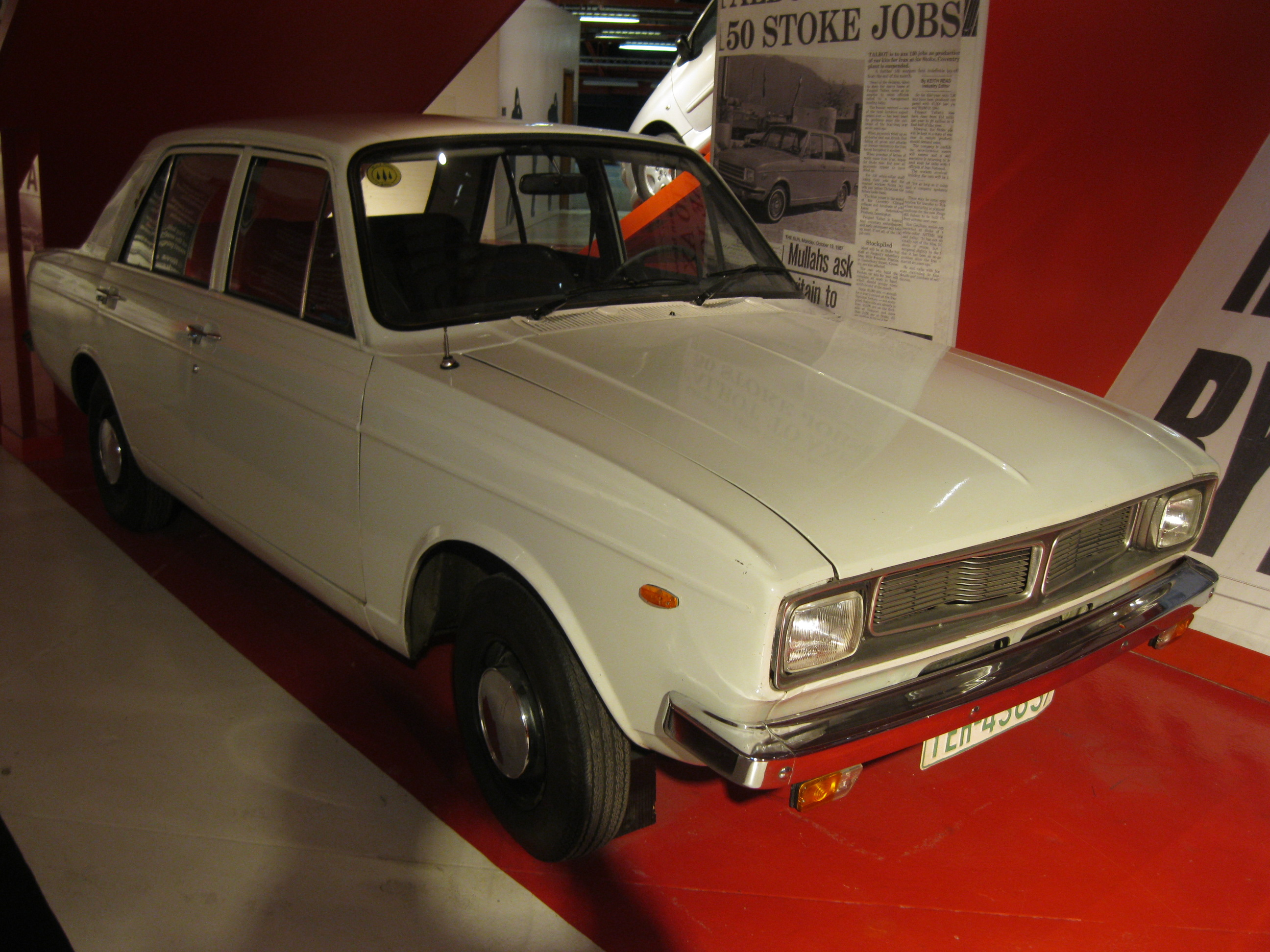
파이칸 힐만 헌터

### 인증
이란 코드루는 독일의 RW-TUV로부터 ISO 9001 인증을 받았으며, ISO 14001 및 OHSAS 18001을 포함한 다른 많은 보건, 안전 및 환경 인증도 획득했다.

### 제품 및 관계
이란의 자동차 생산량은 2005년에 1백만 대를 넘어섰다. 이란 코드루는 아시아에서 가장 큰 자동차 제조사 중 하나이다. 4개 대륙에서 해외 파트너와 합작 투자를 설립했다.
30년 이상 이란 코드루는 루츠 그룹의 루츠 애로우 시리즈에서 개발된 자동차인 파이칸을 생산했으며, 이는 힐만 헌터로 가장 잘 알려져 있다. 파이칸 세단 생산은 영국에서 애로우 생산(후에는 크라이슬러 헌터)이 종료된 지 거의 30년 후인 2005년에 중단되었다. 픽업 버전은 2015년까지 생산되었다. 파이칸의 픽업 버전인 바르도 픽업은 사만드와 관련된 아리순이라는 새로운 픽업으로 대체될 예정이다.
이란에서 설계된 IKCO 사만드는 구형 파이칸을 이란의 "국민차"로 대체했으며, 소렌 변형 모델에는 부분적으로 이란에서 설계된 CNG/휘발유 이중 연료 엔진이 장착되었다.

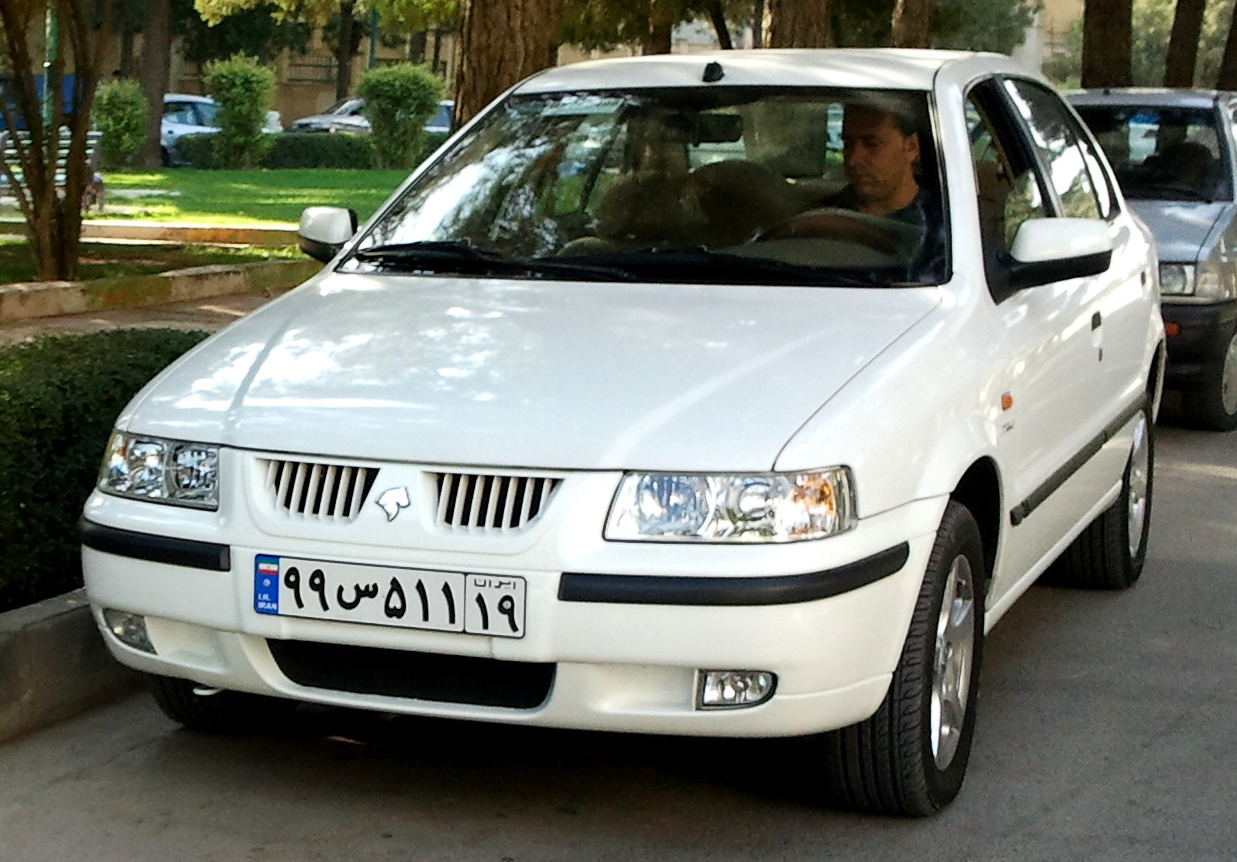
사만드 LX 전면부

이 회사는 PSA 푸조 시트로엥을 비롯한 유럽 및 아시아 제조업체와 오랜 관계를 맺고 있으며, 이들 회사로부터 라이선스를 받아 여러 모델을 제조 및 조립한다. 2009년에는 푸조 206, 푸조 파스, 푸조 405, 푸조 로아, 사만드 세단이 IKCO의 수출용 자동차로 아제르바이잔, 이라크, 아르메니아, 우즈베키스탄, 투르크메니스탄, 시리아 및 아프가니스탄으로 보내졌다. 2012년 현재 IKCO 제품에는 프랑스에서 수입된 부품이 5-10% 포함되어 있다. IKCO의 푸조 부품 수입은 연간 7억-8억 유로(5억 7천 2백만-6억 5천 4백만 달러)에 달했다. 이란은 푸조 405 부품 생산에서 98%, 푸조 206 부품 생산에서 75%의 자급자족을 달성했다.
2012년 말까지 푸조는 이란에 대한 국제 제재로 인해 이란 코드루와의 관계를 단절했다. 4년 후인 2016년, 이란과 E3+3 간의 포괄적 공동행동계획이 체결된 후, 이란 코드루와 푸조는 다시 관계를 시작하기 위해 IKAP라는 50%-50% 합작 투자를 하기로 결정했다.
르노 파스는 이란 내 르노 제품의 엔지니어링, 품질 관리, 부품 공급, 물류, 판매 정책 관리 및 마케팅 및 고객 서비스를 담당하며, IKCO는 국내 시장을 위한 톤다르를 생산하는 주요 주주 중 하나이다. 르노 파스는 프랑스 르노가 51%의 지분을 소유한 합작 투자 회사이다. 르노 파스의 지분 49%는 이란 산업 개발 및 혁신 기구, IKCO 및 사이파가 공동으로 소유하고 있다. 이 합작 투자 회사를 설립하는 계약은 2004년 3월에 체결되었다.
IKCO는 또한 메르세데스-벤츠로부터 라이선스를 받아 트럭, 버스 및 E 클래스 승용차를 제조한다. 다임러 AG와의 합작 투자로 이란 코드루는 정교한 900급 메르세데스-벤츠 엔진 생산을 시작할 예정이며, 다임러는 이란에서 생산된 엔진이 독일로 수출될 것이라고 밝혔다. 아시아 자동차 제조업체 중 IKCO는 스즈키와 협력하고 있다. 호라산의 IKCO 공장에서 스즈키 그랜드 비타라를 생산하는 IKCO는 스즈키 키자시를 생산할 예정이다.
2012년 IKCO는 회사 매출의 최소 3%를 연구 개발에 할당할 것이라고 발표했다. 2015년 현재 회사의 7개년 제품 개발 전략 계획은 차체 설계, 금형 제작, 서스펜션, 파워트레인, 트림 및 자동차 전자에 있다.
2017년, 이탈리아 자동차 디자인 회사 '피닌파리나'는 이란 최대 자동차 생산 업체인 이란 코드루 그룹과 7천만 유로 규모의 36개월 계약을 체결하여 4가지 신모델 개발 및 신모델 연구 개발에 새로운 활력을 불어넣었다. 이탈리아 회사의 보도 자료에 따르면, 이 계약은 4가지 다른 차량을 위한 모듈식 자동차 플랫폼 개발과 시장의 중형 세그먼트의 첫 승용차 개발에 도움이 될 것이다.

### 생산 현장

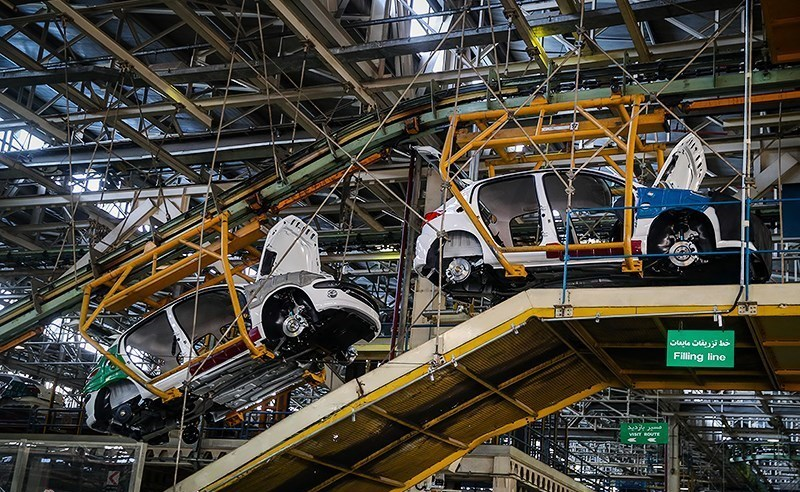
테헤란에 위치한 이란 코드루 공장

IKCO는 전 세계적으로 12개의 생산 현장을 보유하고 있으며, 이란 국경 내에 6곳, IKCO의 주요 수출 시장에 6곳이 있다.

#### 국내 공장
| 공장           | 생산 능력 | 제품                                                         | 위치     |
| -------------- | --------- | ------------------------------------------------------------ | -------- |
| 파르스         | 30000     | 파스 (푸조 405 및 사만드는 나중에 생산 예정)                 | 시라즈   |
| 마잔다란       | 15000     | 파스, 사만드 사리르, IKCO 리라                               | 바볼     |
| 셈난*          | 100000    | 사만드                                                       | 셈난     |
| 호라산         | 150000    | 스즈키 그랜드 비타라, 파스, 하이마, 푸조 405                 | 마슈하드 |
| 동아제르바이잔 | 120000    | 사만드 EF7, 사만드 아리산 (파이칸 픽업 대체)                 | 타브리즈 |
| IKCO (본공장)  | 700000    | 로아, 푸조 405, 푸조 206, 푸조 207i, 사만드, 톤다르 90, 소렌 | 테헤란   |

#### 해외 현장
| 공장        | 생산 능력 | 제품      | 위치         |
| ----------- | --------- | --------- | ------------ |
| 아즈샤맨드  | 10000     | 사만드    | 아제르바이잔 |
| 시암코      | 30000     | 사만드    | 시리아       |
| CDC         | 15000     | 푸조 파스 | 이집트       |
| 세니란 오토 | 30000     | 사만드    | 세네갈       |
| 베니라우토  | 16000     | 사만드    | 베네수엘라   |

## 수출 시장
러시아, 시리아, 튀르키예, 이라크, 아제르바이잔, 우크라이나, 이집트, 알제리 및 불가리아는 이 그룹의 가장 중요한 목표 시장 중 하나이다.
수출 기회는 2007년에 6천만 달러 상당의 자동차가 수출되는 등 비교적 낮은 물량에 제한된다. 이로써 이란 코드루는 2008년 이슬람 세계 100대 기업 중 24위를 차지했다. 이 회사는 2009년에 약 35,000대의 자동차를 수출했다. 이 회사는 2010년에 40,000대를 수출했으며, 이는 사만드 모델 총 생산량의 30%를 포함한다. IKCO는 2011년에 생산량의 9%인 75,000대를 수출하고, 2014년까지 수출 비중을 16%로 늘릴 계획이다.

## 자동차

### IKCO

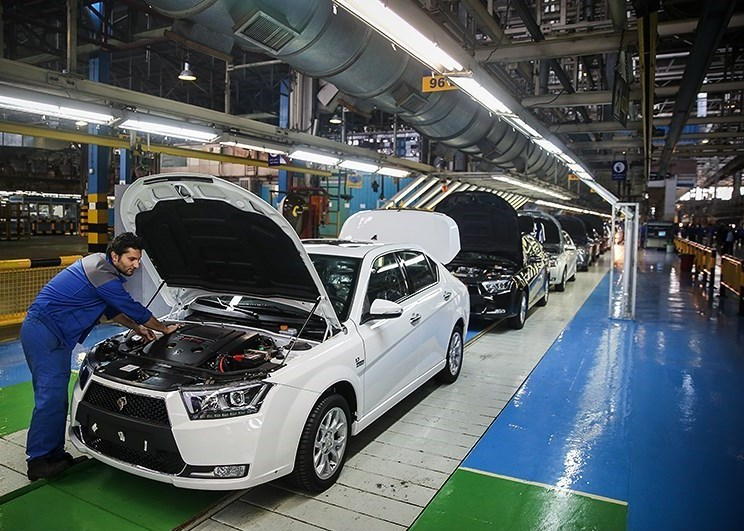
IKCO 회사의 데나+ 생산 라인

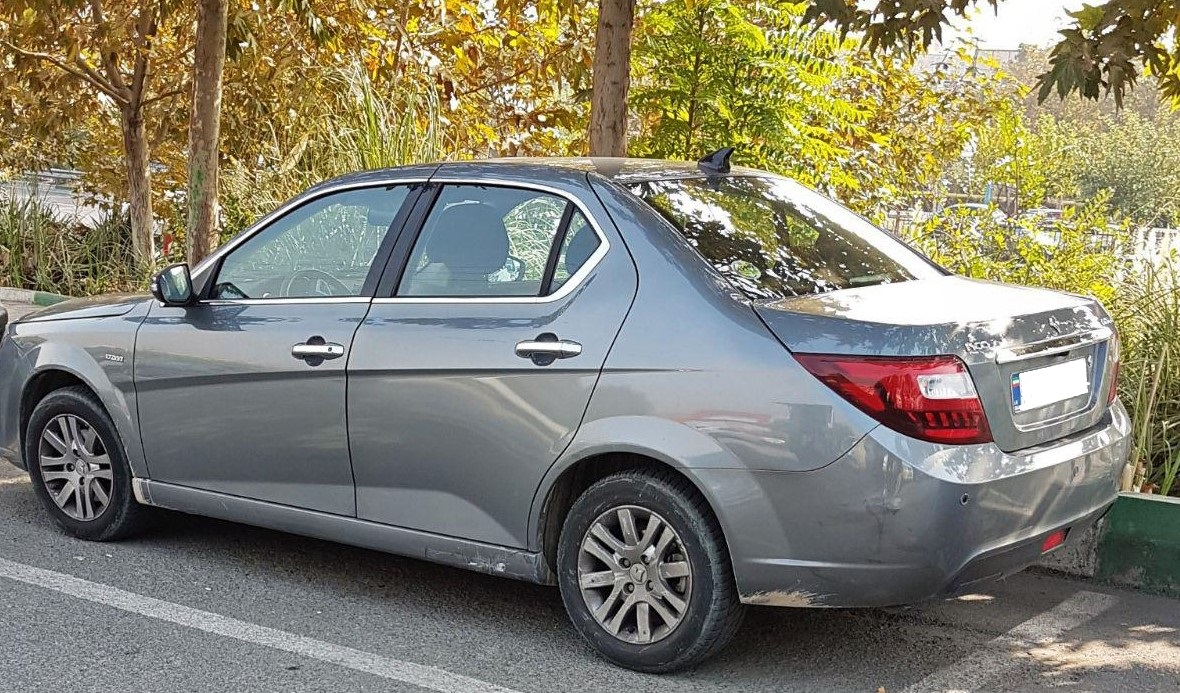
IKCO 데나+ 2016년 제품

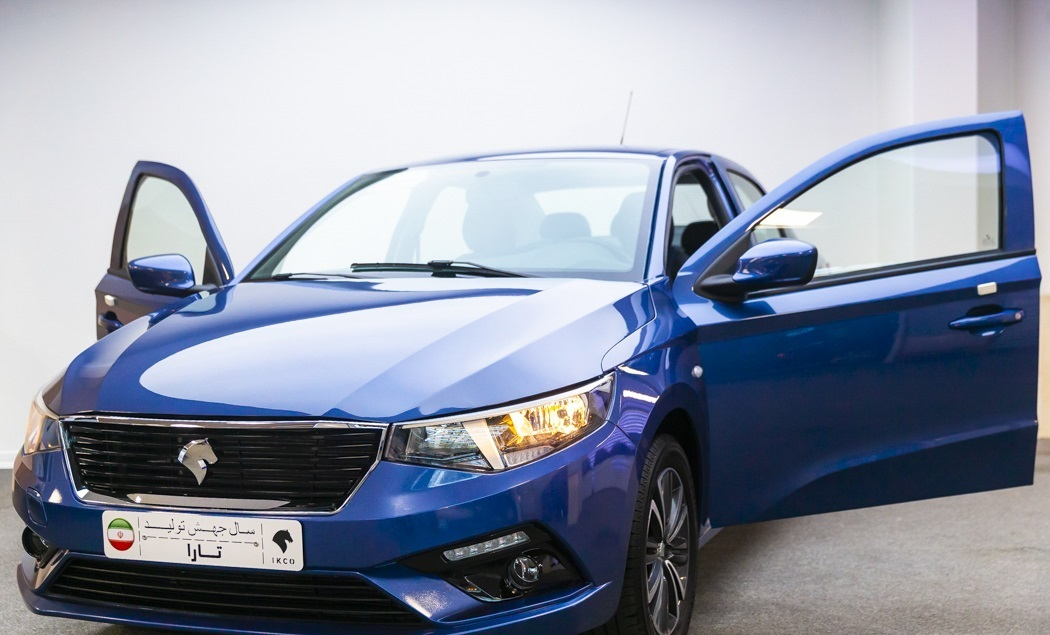
IKCO 타라

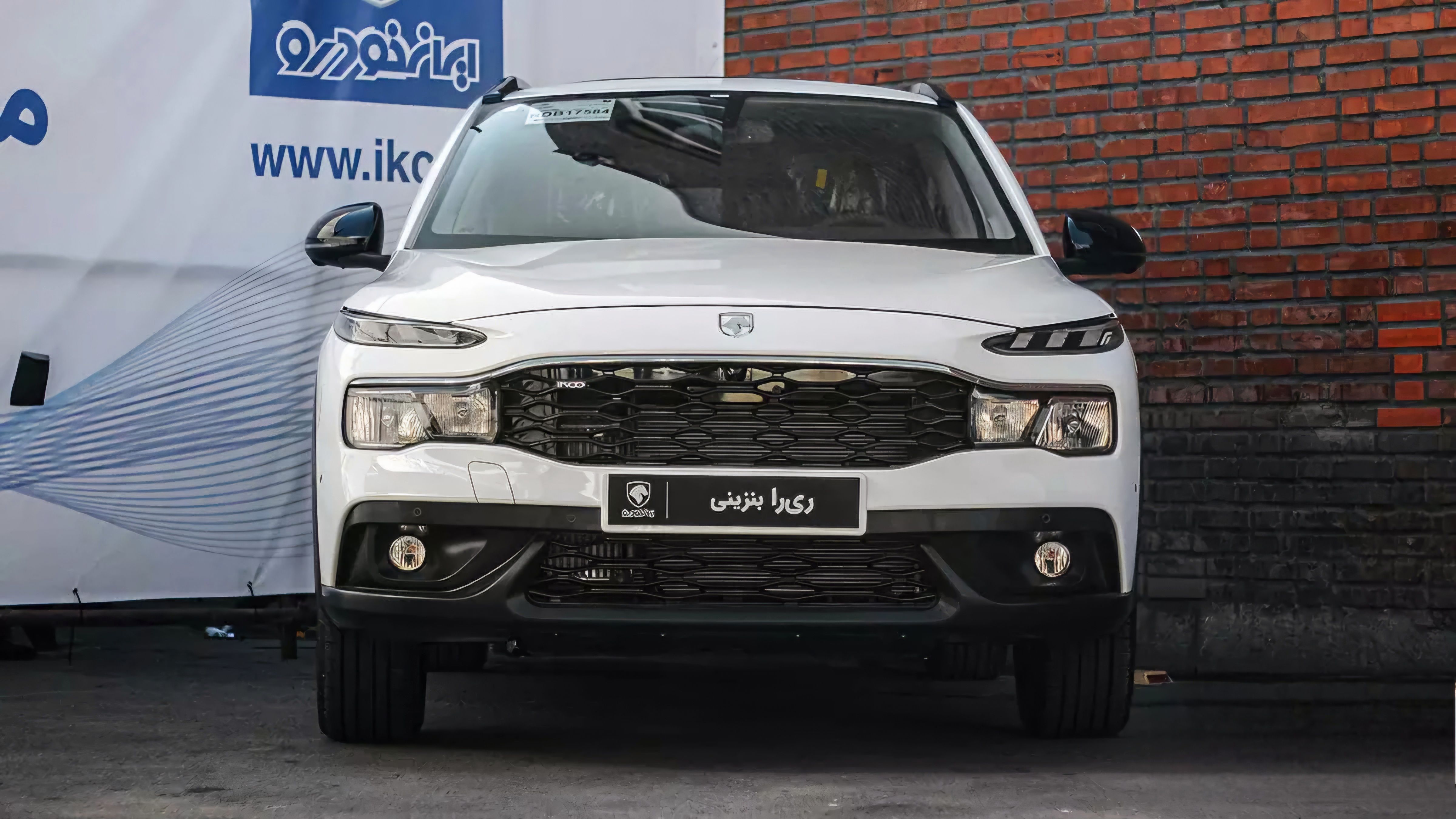
IKCO 리라

다음 표는 IKCO에서 특별히 설계 및 제작한 자동차를 보여준다:
| 차종       | 생산 시작 | 생산 종료 | 차량 등급  |
| ---------- | --------- | --------- | ---------- |
| 파이칸     | 1967      | 2005      | B급 세단   |
| 바르도     | 1969      | 2014      | B급 픽업   |
| 사만드     | 2001      | 2022      | C급 세단   |
| 사리르     | 2006      | 2012      | C급 세단   |
| 소렌       | 2007      | 2019      | C급 세단   |
| 룬나       | 2012      | 2020      | B급 세단   |
| 데나       | 2014      | 2021      | C급 세단   |
| 아리순     | 2014      | 2020      | C급 픽업   |
| 아리순 2   | 2021      | —         | C급 픽업   |
| 데나+      | 2016      | —         | C급 세단   |
| 데나+ 터보 | 2017      | —         | C급 세단   |
| 소렌+      | 2019      | —         | C급 세단   |
| 룬나+      | 2019      | —         | B급 세단   |
| 타라       | 2020      | —         | C급 세단   |
| 리라       | 2024      | —         | 크로스오버 |

### 푸조

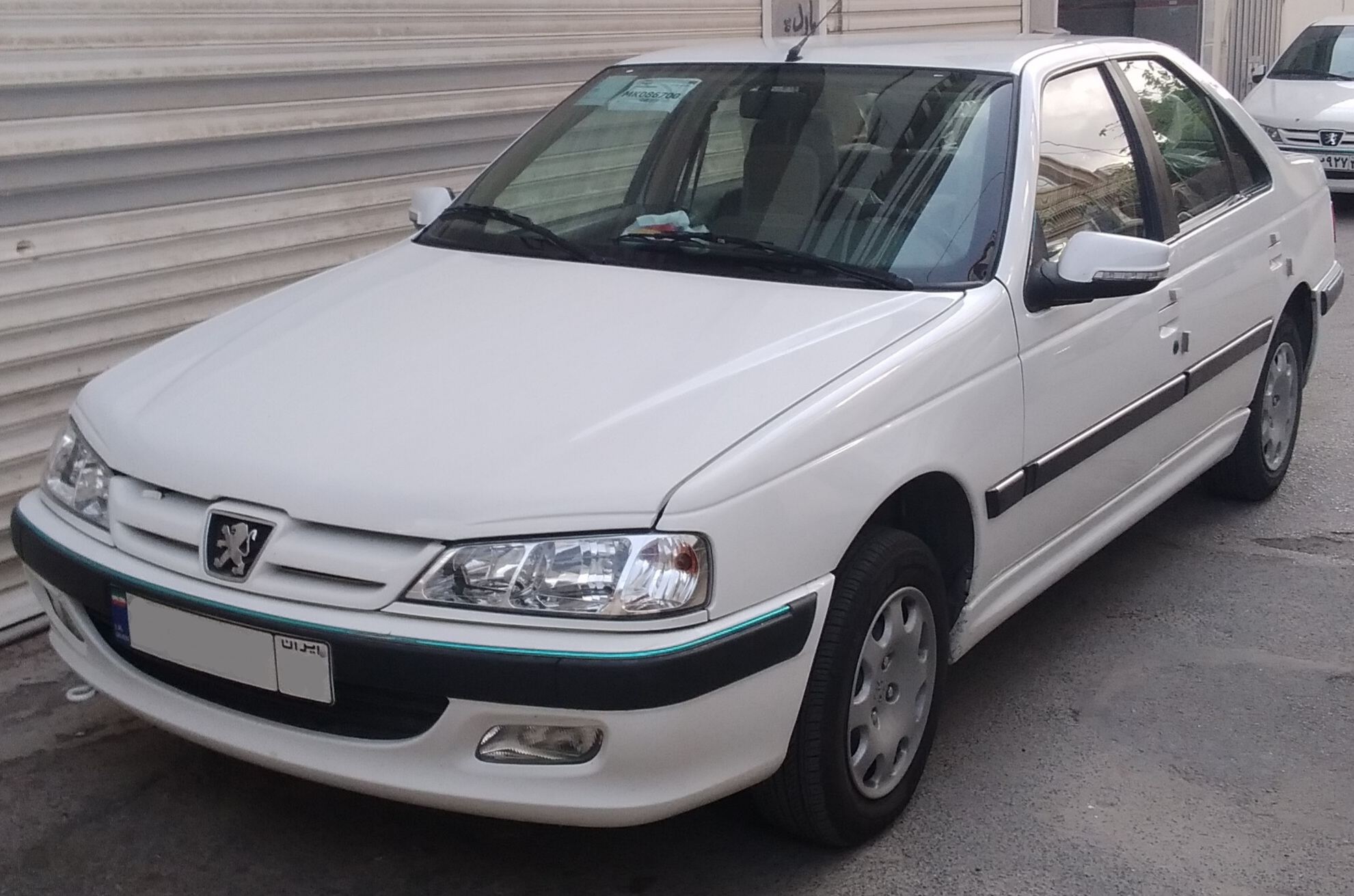
푸조 파스 (이전에는 푸조 페르시아 또는 단순히 페르시아로 알려짐)

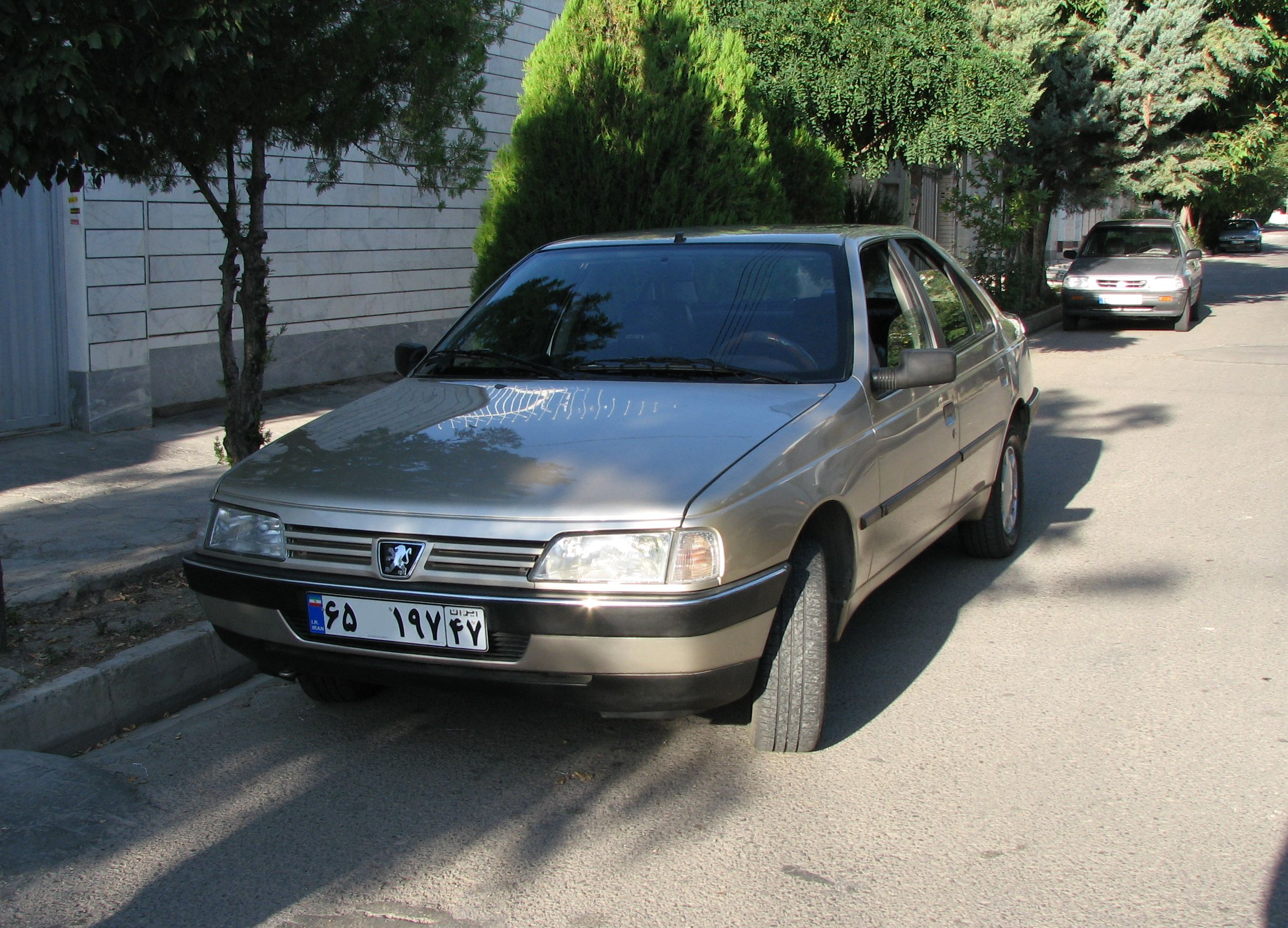
푸조 405

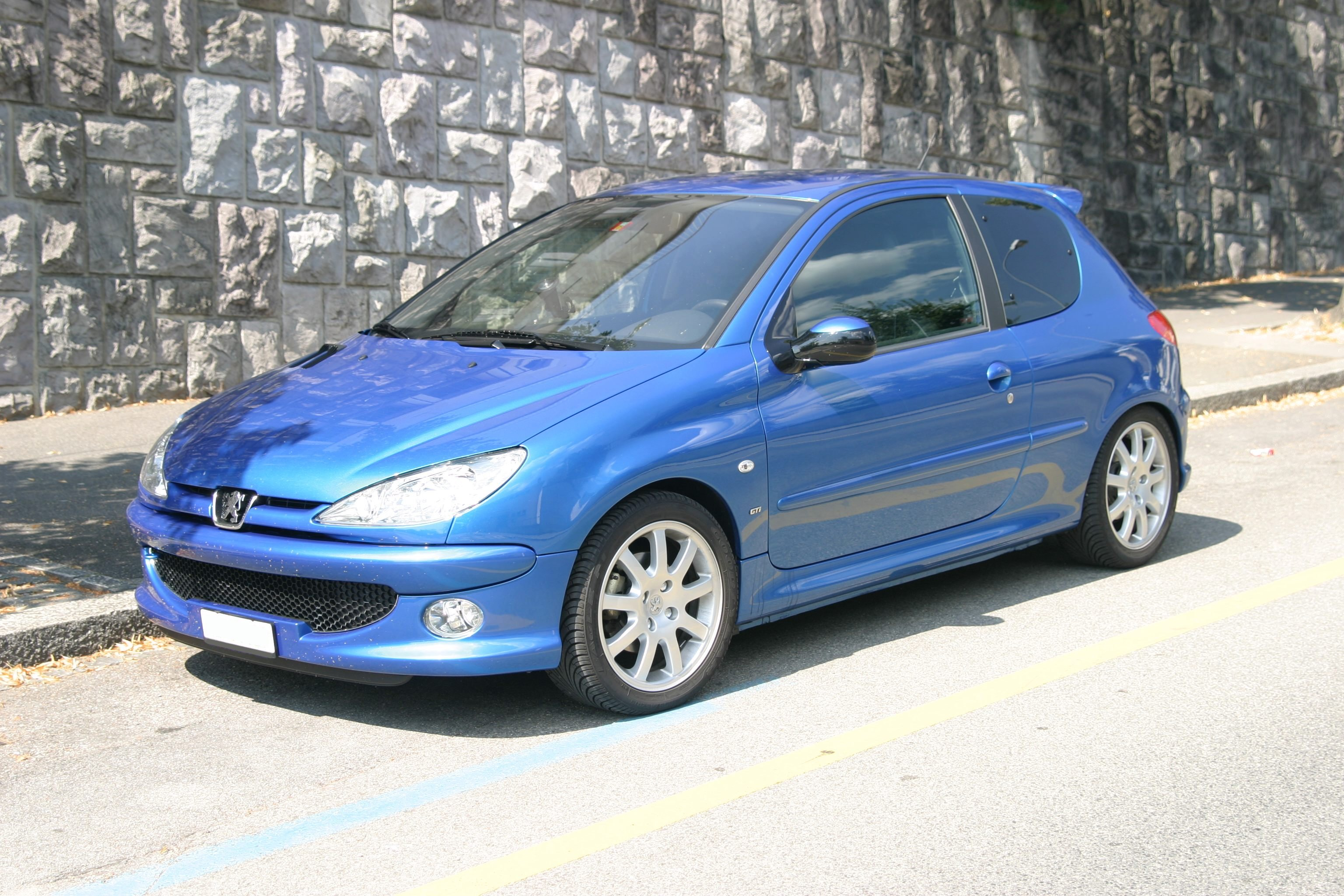
푸조 206

- 푸조 206; 2005년에 푸조와 공동 개발한 206의 세단 버전, 푸조 206 SD.(생산 종료)
- 푸조 207i; 2011년까지 Ikco는 약 15,000-20,000대의 푸조 207i를 생산했다. 207i 생산은 이란에 대한 국제 제재로 인해 Ikco와 푸조 간의 관계가 단절된 2012년에 중단되었다.
- 푸조 405; 세단 트림 GLi 및 GLX와 왜건 트림 GLX로 제공.(생산 종료)
- 푸조 405 트림 SLX (1.6L 16밸브 PSA TU5 엔진 장착)(생산 종료)
- 푸조 407; CBU (이란 코드루가 약 2000대를 이란으로 수입)
- 푸조 파스; 처음에는 푸조 페르시아라고 불렸다. 변경 사항에는 재설계된 전면부와 현대화된 후면부가 포함된다.(생산 종료)
- 푸조 RD; 섀시와 구동계는 구형 파이칸과 유사하지만 외부 차체와 외관은 405와 비슷하며, 이 차량의 생산은 ROA에 찬성하여 중단되었다.
- 푸조 ROA; 푸조 RD의 수정 버전, 푸조 ROA 생산은 2012년에 중단되었다.[23]

#### IKAP

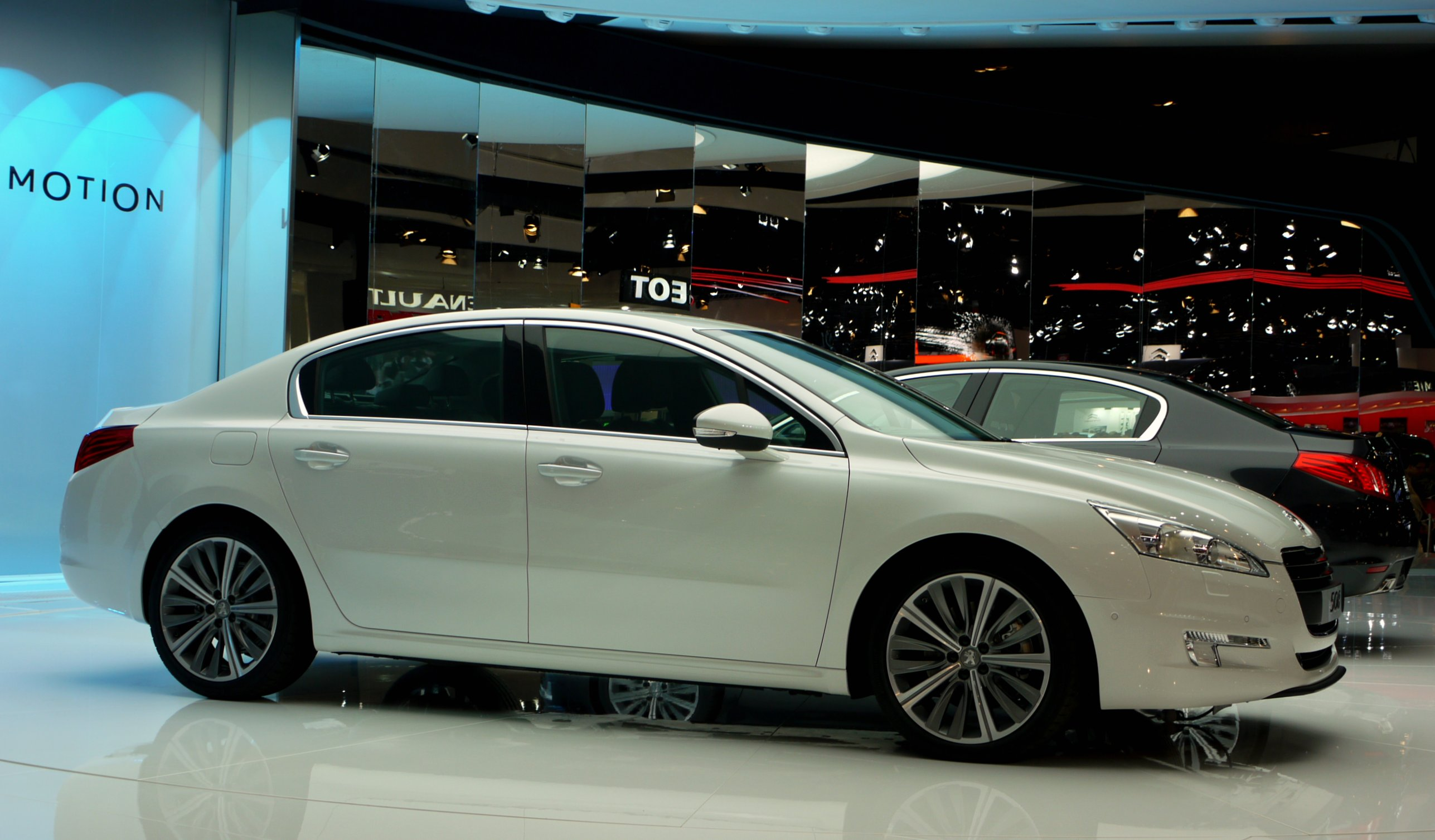
푸조 508

- 푸조 508
- 푸조 2008
- 푸조 301

### 르노
- 다치아 로간; IKCO와 사이파 모두 "톤다르 90"으로 이 차를 생산한다.
- 르노 캡쳐

### 스즈키
- 스즈키 그랜드 비타라 - 소형 SUV는 4가지 주요 모델로 나뉜다:
  - 2000 cc 엔진 (4단 자동 변속기)
  - 2000 cc 엔진 (5단 수동 변속기)
  - 2400 cc 엔진 (4단 자동 변속기)
  - 2400 cc 엔진 (5단 수동 변속기)
- 스즈키 키자시

### 하이마
- 하이마 S7
- 하이마 S5
- 하이마 8S
- 하이마 7X

## 엔진
- 푸조 엔진:[24]
  - PSA XU7
  - PSA TU3
  - PSA TU5
- IKCO 엔진:[24]
  - IKCO EF 제품군
  - IKCO TU5-플러스
  - IKCO XU7-플러스
  - IKCO EF7-플러스
  - IKCO 3FX 제품군

### EF 제품군
이란 코드루는 2007년에 독일 F.E.V와의 합작으로 제품을 위한 새로운 엔진 라인업을 설계하기 시작했다. 2008년에 대중에게 공식적으로 공개된 첫 번째 EF 시리즈 엔진은 EF7으로, 현재 이란에서 사만드 LX 자동차에 동력을 공급하고 있다.
EF7 터보차저 엔진은 2009년 중반에 대중에게 처음 공개되었으며, 2010년 말까지 소렌 ELX에 장착될 예정이다. EF4 및 EFD (디젤 엔진) 엔진으로 명명된 다른 EF 시리즈 엔진 설계는 완료되었으며, 이란 코드루의 대량 생산을 위해 테스트 중이다. 2009년 11월, 이란 코드루는 복합 사이클에서 100km당 5리터의 연료 소비를 가진 새로운 "국민 디젤 엔진"을 공개했다. 이 엔진은 디젤 미립자 필터 (DPF) 및 새로운 배기 가스 재순환 (EGR)를 특징으로 하는 유로 5 배출 기준을 달성했다. 1.5리터 터보디젤은 첨단 기술을 사용하여 300Nm의 강력한 출력과 돌림힘을 제공한다. 이란 코드루는 EF4 및 EFD를 직접 설계했다.

### 3FX 제품군
IKCO 3FX 엔진 제품군은 IKCO에서 A급에서 C급 차량에 사용하기 위해 개발 중인 직렬 3기통 엔진 시리즈이다.

## 플랫폼
- X7 플랫폼: IKCO의 첫 번째 플랫폼인 X7은 1995년에 푸조 405 플랫폼을 업그레이드하여 설계되었다. 이 플랫폼으로 제작된 첫 번째 자동차는 2001년부터 생산이 시작된 사만드였다.
- IKP1 플랫폼: IKCO의 두 번째 독자 플랫폼. 푸조 PF1 플랫폼을 업그레이드하여 개발되었다. 이 플랫폼을 사용하는 첫 번째 자동차는 2021년부터 생산된 타라이다.

## 자회사
- 자동차 부품 공급 회사 (SAPCO)

SAPCO'는 1993년에 IKCO의 자동차 부품 공급망을 관리하기 위해 설립되었다.
- IKCO 예비 부품 및 애프터서비스 회사 (ISACO)

IKCO 예비 부품 및 애프터서비스 회사 (ISACO)는 1977년에 설립되었다. ISACO는 IKCO 제품에 대한 애프터서비스를 제공하고 전국적으로 예비 부품을 공급한다. ISACO 키시는 ISACO의 자회사 중 하나로, 해외 시장에서 IKCO 차량에 대한 애프터서비스를 제공하는 임무를 맡고 있다. 2011년에는 필요한 예비 부품의 37%가 해외에서 조달되었으며, ISACO는 이 비중을 23%로 줄이는 것을 목표로 한다. 이라크, 벨라루스, 러시아, 우크라이나, 베네수엘라, 세네갈, 알제리 및 튀니지는 ISACO의 주요 목표 시장이다.
- 이란 코드루 파워트레인 회사 (IPCO)

IPCO는 1998년에 설립되었다. 이 엔지니어링 서비스 회사의 주요 활동은 설계 및 개발, 테스트, 조정, 제품 엔지니어링, 대량 생산 및 설계 생산의 품질 보증 프로세스를 포함한 파워트레인 분야이다.
- TAM Co.

IKCO의 이 자회사는 1997년에 "Ghateh Sazan-e Mojarab"라는 이름으로 최첨단 기술을 목표로 설립되었으며, 1998년에 TAM Co.로 변경되었다.
이 회사는 시리아, 베네수엘라, 세네갈의 사만드 생산 라인 프로젝트를 외국 기업의 도움 없이 설계하고 완료했다. 2012년에 TAM은 이란의 "가장 존경받는 지식 기업(MAKE)" 상을 수상했다.
- 사만드 투자 회사

사만드 투자 회사는 2004년에 투자 기회 식별, 주식 시장 분석 및 평가, 주주를 위한 수익 창출을 목적으로 법인으로 설립되었다.
- 이란 코드루 철도 운송 산업 회사 (IRICO)

IRICO는 2003년에 이란 코드루 투자 개발 회사에 의해 철도 차량 제조를 위해 설립되었다. IRICO는 지하철 객차, 레일 버스, 경전철 차량 및 모노레일을 생산한다. 2011년 3월, Tose-e-Tarabar Raili Iranian Co.는 이란 코드루로부터 RICO를 인수했다.
- 이란 코드루 디젤 회사

이란 코드루 디젤 회사는 1966년 초에 카와르 산업 그룹(Khawar Industrial Group)이라는 이름으로 처음 설립되었다. 1999년 이란 코드루 회사는 버스 및 미디버스 생산 라인을 카와르 산업 그룹 트럭 생산 라인과 합병하여 국내외 시장을 위한 다양한 상용차를 제조하기 위해 새로운 회사인 이란 코드루 디젤 공개 주식 회사를 설립했다. 이란 코드루 디젤 회사는 제품을 여러 국가로 수출한다.

## 같이 보기
- 이란의 자동차 산업
- 이란 기업 목록